# Arctic Lake Plateau
Das Arctic Lake Plateau, auch als Arctic Plateau bezeichnet, ist eine Hochebene im Nordwesten der kanadischen Provinz British Columbia. Sie liegt nordöstlich des Arctic Lake am südlichen Ende des Mount Edziza Provincial Park. Dieser Arctic Lake sollte nicht mit anderen Arctic Lakes in British Columbia verwechselt werden, welche nordöstlich der Stadt Prince George liegen und als die Arctic and Pacific Lakes bezeichnet werden; sie bilden zusammen mit den benachbarten Gebirgszügen den äußersten Nordwesten des McGregor Plateau.